# EuroCoupe de basket-ball 2014-2015
Navigation
Édition précédente Édition suivante
L’EuroCoupe de basket-ball 2014-2015 est la treizième édition de l'Eurocoupe, la deuxième plus importante compétition de clubs dans la hiérarchie du basket-ball européen, après l'Euroligue.
Le format de cette compétition change encore cette saison avec le passage de 48 à 36 équipes participantes (réparties en six groupes de six lors de la première phase).
Les quatre premières équipes de chaque groupe de la phase régulière sont qualifiées pour le tour suivant. À ces vingt-quatre formations s'ajoutent les huit équipes participantes à l'Euroligue mais non qualifiées pour le Top 16.
Le vainqueur de cette compétition est automatiquement qualifié pour la saison 2015-2016 de l'Euroligue.

## Les équipes
36 équipes participent à la saison régulière de l'Eurocoupe, 29 d'entre elles ont accédé directement à ce stade avec les sept perdants des qualifications de l'Euroligue.
| - Artland Dragons Quakenbrück - ASVEL Lyon Villeurbanne - Baloncesto Sevilla - Banvit Bandırma - Beşiktaş Integral Forex Istanbul - Brose Baskets Bamberg - Buducnost VOLI Podgorica - CAI Zaragoza - ČEZ Basketball Nymburk - CSU Asesoft Ploiești - EWE Baskets Oldenburg - Foxtown Cantù | - Grissin Bon Reggio Emilia - Hapoël Jérusalem - Herbalife Gran Canaria Las Palmas - JDA Dijon - Khimki Moscou - Krasny Oktyabr Volgograd - Lietuvos rytas Vilnius - Lokomotiv Kouban-Krasnodar - PAOK Thessaloniki - Paris-Levallois - Partizan Nis Belgrade - Pınar Karşıyaka Izmir | - Proximus Spirou Charleroi - SLUC Nancy - Stelmet Zielona Góra - Strasbourg IG - Szolnoki Olaj - Telekom Baskets Bonn - Telenet Ostende - Union Olimpija Ljubljana - VEF Riga - BK Ventspils - Virtus Rome - Zénith Saint-Pétersbourg |

## Compétition

### Phase régulière

#### Premier tour

##### Groupe A
| Rang | Équipe                    | Pts | J  | G | P | Pp  | Pc  | Diff |  | Résultats (dom.\ext.)     | STR   | BAM   | PAR   | SAR   | BON    | REG    |
| ---- | ------------------------- | --- | -- | - | - | --- | --- | ---- |  | ------------------------- | ----- | ----- | ----- | ----- | ------ | ------ |
| 1    | Strasbourg IG             | 18  | 10 | 8 | 2 | 742 | 701 | 41   |  | Strasbourg IG             |       | 77-74 | 71-75 | 88-86 | 76-48  | 74-66  |
| 2    | Brose Baskets Bamberg     | 16  | 10 | 6 | 4 | 768 | 672 | 96   |  | Brose Baskets Bamberg     | 63-70 |       | 81-55 | 90-74 | 104-79 | 75-61  |
| 3    | Paris Levallois           | 15  | 10 | 5 | 5 | 753 | 759 | -6   |  | Paris Levallois           | 76-61 | 56-67 |       | 90-87 | 87-80  | 88-76  |
| 4    | CAI Zaragoza              | 15  | 10 | 5 | 5 | 831 | 812 | 19   |  | CAI Zaragoza              | 71-73 | 78-76 | 77-76 |       | 90-75  | 93-79  |
| 5    | Telekom Baskets Bonn      | 14  | 10 | 4 | 6 | 774 | 851 | -77  |  | Telekom Baskets Bonn      | 83-86 | 52-71 | 81-78 | 90-88 |        | 101-87 |
| 6    | Grissin Bon Reggio Emilia | 12  | 10 | 2 | 8 | 735 | 808 | -73  |  | Grissin Bon Reggio Emilia | 59-66 | 70-67 | 78-72 | 75-87 | 84-85  |        |

##### Groupe B
| Rang | Équipe                            | Pts | J  | G  | P | Pp  | Pc  | Diff |  | Résultats (dom.\ext.)             | GRA   | OST   | DIJ   | CAN    | LYO   | QUA   |
| ---- | --------------------------------- | --- | -- | -- | - | --- | --- | ---- |  | --------------------------------- | ----- | ----- | ----- | ------ | ----- | ----- |
| 1    | Herbalife Gran Canaria Las Palmas | 20  | 10 | 10 | 0 | 837 | 704 | 133  |  | Herbalife Gran Canaria Las Palmas |       | 79-70 | 94-60 | 101-81 | 73-66 | 74-63 |
| 2    | Telenet Ostende                   | 16  | 10 | 6  | 4 | 768 | 766 | 2    |  | Telenet Ostende                   | 76-83 |       | 80-71 | 83-77  | 99-97 | 84-82 |
| 3    | JDA Dijon                         | 16  | 10 | 6  | 4 | 710 | 739 | -29  |  | JDA Dijon                         | 69-71 | 72-63 |       | 74-66  | 75-58 | 69-65 |
| 4    | Foxtown Cantù                     | 14  | 10 | 4  | 6 | 738 | 752 | -14  |  | Foxtown Cantù                     | 63-80 | 68-60 | 89-63 |        | 79-69 | 77-78 |
| 5    | ASVEL Lyon Villeurbanne           | 13  | 10 | 3  | 7 | 744 | 791 | -47  |  | ASVEL Lyon Villeurbanne           | 75-92 | 70-78 | 77-78 | 78-70  |       | 84-83 |
| 6    | Artland Dragons Quakenbrück       | 11  | 10 | 1  | 9 | 725 | 770 | -45  |  | Artland Dragons Quakenbrück       | 81-90 | 67-75 | 76-79 | 66-68  | 64-70 |       |

##### Groupe C
| Rang | Équipe                    | Pts | J  | G | P | Pp  | Pc  | Diff |  | Résultats (dom.\ext.)     | ROM   | NAN   | NYM   | SEV   | OLD   | CHA    |
| ---- | ------------------------- | --- | -- | - | - | --- | --- | ---- |  | ------------------------- | ----- | ----- | ----- | ----- | ----- | ------ |
| 1    | Virtus Rome               | 17  | 10 | 7 | 3 | 826 | 773 | 53   |  | Virtus Rome               |       | 84-79 | 78-72 | 84-82 | 83-81 | 100-69 |
| 2    | SLUC Nancy                | 16  | 10 | 6 | 4 | 776 | 742 | 34   |  | SLUC Nancy                | 64-76 |       | 78-76 | 68-59 | 72-67 | 87-62  |
| 3    | ČEZ Basketball Nymburk    | 15  | 10 | 5 | 5 | 771 | 780 | -9   |  | ČEZ Basketball Nymburk    | 89-87 | 89-80 |       | 91-82 | 77-71 | 67-73  |
| 4    | Baloncesto Sevilla        | 15  | 10 | 5 | 5 | 776 | 757 | 19   |  | Baloncesto Sevilla        | 98-80 | 85-75 | 65-66 |       | 68-59 | 80-75  |
| 5    | EWE Baskets Oldenburg     | 14  | 10 | 4 | 6 | 737 | 737 | 0    |  | EWE Baskets Oldenburg     | 80-66 | 71-85 | 84-71 | 77-85 |       | 72-68  |
| 6    | Proximus Spirou Charleroi | 13  | 10 | 3 | 7 | 705 | 802 | -97  |  | Proximus Spirou Charleroi | 59-88 | 73-88 | 82-73 | 82-72 | 62-75 |        |

##### Groupe D
| Rang | Équipe                           | Pts | J  | G | P | Pp  | Pc  | Diff |  | Résultats (dom.\ext.)            | KHI   | IST   | LJU    | S-P   | SZO   | RIG   |
| ---- | -------------------------------- | --- | -- | - | - | --- | --- | ---- |  | -------------------------------- | ----- | ----- | ------ | ----- | ----- | ----- |
| 1    | Khimki Moscou                    | 18  | 10 | 8 | 2 | 872 | 756 | 116  |  | Khimki Moscou                    |       | 82-78 | 105-77 | 90-68 | 98-84 | 94-65 |
| 2    | Beşiktaş Integral Forex Istanbul | 17  | 10 | 7 | 3 | 773 | 705 | 68   |  | Beşiktaş Integral Forex Istanbul | 66-64 |       | 68-70  | 87-73 | 67-68 | 88-71 |
| 3    | Union Olimpija Ljubljana         | 16  | 10 | 6 | 4 | 800 | 782 | 18   |  | Union Olimpija Ljubljana         | 85-88 | 57-80 |        | 89-84 | 89-67 | 90-61 |
| 4    | Zénith Saint-Pétersbourg         | 15  | 10 | 5 | 5 | 808 | 809 | -1   |  | Zénith Saint-Pétersbourg         | 89-86 | 86-90 | 75-74  |       | 81-61 | 84-70 |
| 5    | Szolnoki Olaj                    | 13  | 10 | 3 | 7 | 748 | 822 | -74  |  | Szolnoki Olaj                    | 65-79 | 70-73 | 80-86  | 96-94 |       | 96-84 |
| 6    | VEF Riga                         | 11  | 10 | 1 | 9 | 705 | 832 | -127 |  | VEF Riga                         | 79-86 | 64-76 | 74-83  | 66-74 | 71-61 |       |

##### Groupe E
| Rang | Équipe                   | Pts | J  | G | P | Pp  | Pc  | Diff |  | Résultats (dom.\ext.)    | VIL    | BAN   | VOL   | PLO     | BEL   | JER   |
| ---- | ------------------------ | --- | -- | - | - | --- | --- | ---- |  | ------------------------ | ------ | ----- | ----- | ------- | ----- | ----- |
| 1    | Lietuvos rytas Vilnius   | 18  | 10 | 8 | 2 | 840 | 774 | 66   |  | Lietuvos rytas Vilnius   |        | 92-80 | 82-91 | 79-72   | 92-65 | 98-88 |
| 2    | Banvit Bandırma          | 16  | 10 | 6 | 4 | 788 | 768 | 20   |  | Banvit Bandırma          | 66-71  |       | 90-75 | 81-66   | 90-85 | 80-76 |
| 3    | Krasny Oktyabr Volgograd | 16  | 10 | 6 | 4 | 759 | 765 | -6   |  | Krasny Oktyabr Volgograd | 63-77  | 80-68 |       | 75-81   | 61-59 | 69-67 |
| 4    | CSU Asesoft Ploiești     | 15  | 10 | 5 | 5 | 814 | 833 | -19  |  | CSU Asesoft Ploiești     | 103-83 | 84-74 | 79-96 |         | 65-85 | 83-74 |
| 5    | Partizan Nis Belgrade    | 13  | 10 | 3 | 7 | 734 | 774 | -40  |  | Partizan Nis Belgrade    | 76-85  | 61-77 | 84-70 | 76-69   |       | 64-83 |
| 6    | Jérusalem                | 12  | 10 | 2 | 8 | 806 | 827 | -21  |  | Hapoël Jérusalem         | 70-81  | 78-82 | 78-79 | 110-112 | 82-79 |       |

##### Groupe F
| Rang | Équipe                     | Pts | J  | G  | P | Pp  | Pc  | Diff |  | Résultats (dom.\ext.)      | KRA   | THE   | IZM   | POD   | ZIE    | VEN   |
| ---- | -------------------------- | --- | -- | -- | - | --- | --- | ---- |  | -------------------------- | ----- | ----- | ----- | ----- | ------ | ----- |
| 1    | Lokomotiv Kouban-Krasnodar | 20  | 10 | 10 | 0 | 795 | 653 | 142  |  | Lokomotiv Kouban-Krasnodar |       | 87-46 | 75-63 | 79-76 | 78-68  | 72-60 |
| 2    | PAOK Thessaloniki          | 16  | 10 | 6  | 4 | 726 | 726 | 0    |  | PAOK Thessaloniki          | 54-68 |       | 74-79 | 80-60 | 85-66  | 76-62 |
| 3    | Pınar Karşıyaka Izmir      | 16  | 10 | 6  | 4 | 780 | 763 | 17   |  | Pınar Karşıyaka Izmir      | 85-93 | 81-87 |       | 86-78 | 83-67  | 71-67 |
| 4    | Buducnost VOLI Podgorica   | 13  | 10 | 3  | 7 | 784 | 797 | -13  |  | Buducnost VOLI Podgorica   | 63-77 | 76-81 | 79-82 |       | 100-85 | 87-69 |
| 5    | Stelmet Zielona Góra       | 13  | 10 | 3  | 7 | 722 | 809 | -87  |  | Stelmet Zielona Góra       | 78-97 | 84-77 | 71-69 | 76-90 |        | 69-79 |
| 6    | BK Ventspils               | 12  | 10 | 2  | 8 | 665 | 724 | -59  |  | BK Ventspils               | 60-69 | 63-66 | 72-81 | 82-75 | 51-58  |       |

#### Top 32
Le Top 32 se dispute du 6 janvier au 11 février 2015. Les quatre premières équipes de chaque groupe de la saison régulière sont rejointes par les 8 équipes classées 5e et 6e de la première phase de l'Euroligue :
- UNICS Kazan
- Dinamo Basket Sassari
- Cedevita Zagreb
- Limoges CSP
- Bayern Munich
- PGE Turów Zgorzelec
- Neptūnas Klaipėda
- Valencia BC

##### Groupe G
| Rang | Équipe                   | Pts | J | G | P | Pp  | Pc  | Diff |  | Résultats (dom.\ext.)    | KAZ   | STR   | NYM   | S-P    |
| ---- | ------------------------ | --- | - | - | - | --- | --- | ---- |  | ------------------------ | ----- | ----- | ----- | ------ |
| 1    | UNICS Kazan              | 10  | 6 | 4 | 2 | 460 | 432 | 28   |  | UNICS Kazan              |       | 60-82 | 75-67 | 103-67 |
| 2    | Zénith Saint-Pétersbourg | 9   | 6 | 3 | 3 | 439 | 479 | -40  |  | Strasbourg IG            | 72-61 |       | 87-80 | 61-73  |
| 3    | Strasbourg IG            | 9   | 6 | 3 | 3 | 450 | 433 | 17   |  | ČEZ Basketball Nymburk   | 79-84 | 72-66 |       | 72-84  |
| 4    | ČEZ Basketball Nymburk   | 8   | 6 | 2 | 4 | 454 | 459 | -5   |  | Zénith Saint-Pétersbourg | 65-77 | 87-82 | 63-84 |        |

##### Groupe H
| Rang | Équipe                            | Pts | J | G | P | Pp  | Pc  | Diff |  | Résultats (dom.\ext.)             | SAS   | GRA   | BAN   | POD   |
| ---- | --------------------------------- | --- | - | - | - | --- | --- | ---- |  | --------------------------------- | ----- | ----- | ----- | ----- |
| 1    | Herbalife Gran Canaria Las Palmas | 11  | 6 | 5 | 1 | 522 | 462 | 60   |  | Dinamo Basket Sassari             |       | 76-91 | 72-89 | 87-70 |
| 2    | Banvit Bandırma                   | 10  | 6 | 4 | 2 | 484 | 450 | 34   |  | Herbalife Gran Canaria Las Palmas | 90-74 |       | 91-80 | 92-69 |
| 3    | Dinamo Basket Sassari             | 8   | 6 | 2 | 4 | 470 | 507 | -37  |  | Banvit Bandırma                   | 74-75 | 80-70 |       | 87-74 |
| 4    | Buducnost VOLI Podgorica          | 7   | 6 | 1 | 5 | 457 | 514 | -57  |  | Buducnost VOLI Podgorica          | 93-86 | 83-88 | 68-74 |       |

##### Groupe I
| Rang | Équipe                   | Pts | J | G | P | Pp  | Pc  | Diff |  | Résultats (dom.\ext.)    | ZAG   | ROM   | VOL    | SAR   |
| ---- | ------------------------ | --- | - | - | - | --- | --- | ---- |  | ------------------------ | ----- | ----- | ------ | ----- |
| 1    | Virtus Rome              | 10  | 6 | 4 | 2 | 473 | 442 | 31   |  | Cedevita Zagreb          |       | 91-90 | 92-101 | 83-80 |
| 2    | Cedevita Zagreb          | 10  | 6 | 4 | 2 | 500 | 493 | 7    |  | Virtus Rome              | 73-66 |       | 82-66  | 87-66 |
| 3    | Krasny Oktyabr Volgograd | 9   | 6 | 3 | 3 | 471 | 482 | -11  |  | Krasny Oktyabr Volgograd | 65-83 | 86-88 |        | 71-66 |
| 4    | CAI Zaragoza             | 7   | 6 | 1 | 5 | 434 | 461 | -27  |  | CAI Zaragoza             | 84-85 | 67-53 | 71-82  |       |

##### Groupe J
| Rang | Équipe            | Pts | J | G | P | Pp  | Pc  | Diff |  | Résultats (dom.\ext.) | LIM   | KHI   | THE    | CAN   |
| ---- | ----------------- | --- | - | - | - | --- | --- | ---- |  | --------------------- | ----- | ----- | ------ | ----- |
| 1    | Khimki Moscou     | 11  | 6 | 5 | 1 | 512 | 449 | 63   |  | Limoges CSP           |       | 72-86 | 71-59  | 81-70 |
| 2    | Foxtown Cantù     | 9   | 6 | 3 | 3 | 454 | 449 | 5    |  | Khimki Moscou         | 79-70 |       | 102-68 | 75-62 |
| 3    | Limoges CSP       | 9   | 6 | 3 | 3 | 430 | 430 | 0    |  | PAOK Thessaloniki     | 68-79 | 78-82 |        | 78-77 |
| 4    | PAOK Thessaloniki | 7   | 6 | 1 | 5 | 421 | 489 | -68  |  | Foxtown Cantù         | 68-57 | 99-88 | 78-70  |       |

##### Groupe K
| Rang | Équipe                   | Pts | J | G | P | Pp  | Pc  | Diff |  | Résultats (dom.\ext.)    | MUN   | BAM   | DIJ   | LJU   |
| ---- | ------------------------ | --- | - | - | - | --- | --- | ---- |  | ------------------------ | ----- | ----- | ----- | ----- |
| 1    | Bayern Munich            | 12  | 6 | 6 | 0 | 534 | 437 | 97   |  | Bayern Munich            |       | 87-63 | 93-84 | 90-84 |
| 2    | Brose Baskets Bamberg    | 9   | 6 | 3 | 3 | 444 | 474 | -30  |  | Brose Baskets Bamberg    | 52-90 |       | 81-86 | 91-90 |
| 3    | JDA Dijon                | 8   | 6 | 2 | 4 | 453 | 498 | -45  |  | JDA Dijon                | 74-84 | 56-86 |       | 77-81 |
| 4    | Union Olimpija Ljubljana | 7   | 6 | 1 | 5 | 473 | 495 | -22  |  | Union Olimpija Ljubljana | 80-90 | 65-71 | 73-76 |       |

##### Groupe L
| Rang | Équipe                 | Pts | J | G | P | Pp  | Pc  | Diff |  | Résultats (dom.\ext.)  | ZGO   | VIL    | OST    | SEV    |
| ---- | ---------------------- | --- | - | - | - | --- | --- | ---- |  | ---------------------- | ----- | ------ | ------ | ------ |
| 1    | PGE Turów Zgorzelec    | 11  | 6 | 5 | 1 | 553 | 501 | 52   |  | PGE Turów Zgorzelec    |       | 104-93 | 99-71  | 87-84  |
| 2    | Lietuvos rytas Vilnius | 9   | 6 | 3 | 3 | 553 | 514 | 39   |  | Lietuvos rytas Vilnius | 98-86 |        | 111-83 | 100-78 |
| 3    | Telenet Ostende        | 8   | 6 | 2 | 4 | 474 | 506 | -32  |  | Telenet Ostende        | 79-80 | 75-69  |        | 72-64  |
| 4    | Baloncesto Sevilla     | 8   | 6 | 2 | 4 | 473 | 532 | -59  |  | Baloncesto Sevilla     | 76-97 | 88-82  | 63-94  |        |

##### Groupe M
| Rang | Équipe                           | Pts | J | G | P | Pp  | Pc  | Diff |  | Résultats (dom.\ext.)            | KLA   | IST   | PAR   | IZM    |
| ---- | -------------------------------- | --- | - | - | - | --- | --- | ---- |  | -------------------------------- | ----- | ----- | ----- | ------ |
| 1    | Pınar Karşıyaka Izmir            | 12  | 6 | 6 | 0 | 539 | 463 | 76   |  | Neptūnas Klaipėda                |       | 62-69 | 82-73 | 83-90  |
| 2    | Paris Levallois                  | 9   | 6 | 3 | 3 | 485 | 486 | -1   |  | Beşiktaş Integral Forex Istanbul | 80-78 |       | 71-77 | 77-105 |
| 3    | Beşiktaş Integral Forex Istanbul | 8   | 6 | 2 | 4 | 444 | 488 | -44  |  | Paris Levallois                  | 88-79 | 93-83 |       | 75-85  |
| 4    | Neptūnas Klaipėda                | 7   | 6 | 1 | 5 | 469 | 499 | -30  |  | Pınar Karşıyaka Izmir            | 99-85 | 73-64 | 86-79 |        |

##### Groupe N
| Rang | Équipe                     | Pts | J | G | P | Pp  | Pc  | Diff |  | Résultats (dom.\ext.)      | VAL    | KRA   | NAN   | PLO   |
| ---- | -------------------------- | --- | - | - | - | --- | --- | ---- |  | -------------------------- | ------ | ----- | ----- | ----- |
| 1    | Lokomotiv Kouban-Krasnodar | 12  | 6 | 6 | 0 | 492 | 416 | 76   |  | Valencia BC                |        | 89-90 | 77-46 | 87-92 |
| 2    | Valencia BC                | 9   | 6 | 3 | 3 | 490 | 461 | 29   |  | Lokomotiv Kouban-Krasnodar | 74-62  |       | 85-70 | 92-79 |
| 3    | CSU Asesoft Ploiești       | 8   | 6 | 2 | 4 | 471 | 529 | -58  |  | SLUC Nancy                 | 73-75  | 57-66 |       | 84-67 |
| 4    | SLUC Nancy                 | 7   | 6 | 1 | 5 | 511 | 558 | -47  |  | CSU Asesoft Ploiești       | 86-100 | 59-85 | 88-81 |       |

### Phase éliminatoire
Les matches se disputent en deux manches sèches. Le vainqueur est déterminé par l'addition des points marqués lors des deux rencontres. L'équipe indiquée comme no 1 est celle qui reçoit au match retour.
Les huitièmes de finale se disputent entre le 3 et le 11 mars 2015, les quarts de finale entre le 17 et le 25 mars 2015, les demi-finales entre le 31 mars et le 8 avril mars 2015 et la finale les 24 et 29 avril 2015.
|  |                            |                        |                            |                        |                        |                        |                        |                  |                  |                  |                        |                        |                        |                        |                        |                        |        |        |        |        |        |        |        |        |
|  | Huitièmes de finale        | Huitièmes de finale    | Huitièmes de finale        | Huitièmes de finale    | Huitièmes de finale    |                        |                        | Quarts de finale | Quarts de finale | Quarts de finale | Quarts de finale       | Quarts de finale       |                        |                        | Finale                 | Finale                 | Finale | Finale | Finale | Finale | Finale | Finale | Finale | Finale |
|  |                            |                        |                            |                        |                        |                        |                        |                  |                  |                  |                        |                        |                        |                        |                        |                        |        |        |        |        |        |        |        |        |
|  |                            |                        |                            |                        |                        |                        |                        |                  | Demi-finales     |                  |                        |                        |                        |                        |                        |                        |        |        |        |        |        |        |        |        |
|  |                            |                        |                            |                        |                        |                        |                        |                  |                  |                  |                        |                        |                        |                        |                        |                        |        |        |        |        |        |        |        |        |
|  |                            |                        |                            |                        |                        |                        |                        |                  |                  |                  |                        |                        |                        |                        |                        |                        |        |        |        |        |        |        |        |        |
|  | UNICS Kazan                |                        | 70                         | 75                     | 145                    |                        |                        |                  |                  |                  |                        |                        |                        |                        |                        |                        |        |        |        |        |        |        |        |        |
|  | UNICS Kazan                |                        |                            |                        |                        |                        |                        |                  |                  |                  |                        |                        |                        |                        |                        |                        |        |        |        |        |        |        |        |        |
|  | Foxtown Cantù              |                        | 64                         | 72                     | 136                    |                        |                        |                  |                  |                  |                        |                        |                        |                        |                        |                        |        |        |        |        |        |        |        |        |
|  | Foxtown Cantù              | UNICS Kazan            | 64                         | 72                     | 136                    |                        | 78                     | 79               | 157              |                  |                        |                        |                        |                        |                        |                        |        |        |        |        |        |        |        |        |
|  |                            |                        |                            |                        |                        |                        | 78                     | 79               | 157              |                  |                        |                        |                        |                        |                        |                        |        |        |        |        |        |        |        |        |
|  |                            |                        | Lokomotiv Kouban-Krasnodar |                        | 87                     | 58                     | 145                    |                  |                  |                  |                        |                        |                        |                        |                        |                        |        |        |        |        |        |        |        |        |
|  | Lokomotiv Kouban-Krasnodar |                        | Lokomotiv Kouban-Krasnodar | 80                     | 87                     | 58                     | 145                    | 70               | 150              |                  |                        |                        |                        |                        |                        |                        |        |        |        |        |        |        |        |        |
|  | Lokomotiv Kouban-Krasnodar |                        |                            | 80                     |                        |                        |                        |                  |                  |                  |                        |                        |                        |                        |                        |                        |        |        |        |        |        |        |        |        |
|  | Brose Baskets Bamberg      |                        | 78                         | 53                     | 131                    |                        |                        |                  |                  |                  |                        |                        |                        |                        |                        |                        |        |        |        |        |        |        |        |        |
|  | Brose Baskets Bamberg      |                        |                            |                        | 131                    | UNICS Kazan            | UNICS Kazan            | UNICS Kazan      | UNICS Kazan      | UNICS Kazan      | UNICS Kazan            |                        | 70                     | 76                     | 146                    |                        |        |        |        |        |        |        |        |        |
|  |                            |                        |                            |                        |                        | UNICS Kazan            | UNICS Kazan            | UNICS Kazan      | UNICS Kazan      | UNICS Kazan      | UNICS Kazan            |                        | 70                     | 76                     | 146                    |                        |        |        |        |        |        |        |        |        |
|  | Herbalife Gran Canaria     | Herbalife Gran Canaria | Herbalife Gran Canaria     | Herbalife Gran Canaria | Herbalife Gran Canaria | Herbalife Gran Canaria |                        | 83               | 78               | 161              |                        |                        |                        |                        |                        |                        |        |        |        |        |        |        |        |        |
|  | Herbalife Gran Canaria     | Herbalife Gran Canaria | Herbalife Gran Canaria     | Herbalife Gran Canaria | Herbalife Gran Canaria | Herbalife Gran Canaria | Herbalife Gran Canaria | 83               | 78               | 161              |                        | 84                     | 75                     | 159                    |                        |                        |        |        |        |        |        |        |        |        |
|  |                            |                        |                            |                        |                        |                        | Herbalife Gran Canaria |                  |                  |                  |                        | 84                     | 75                     | 159                    |                        |                        |        |        |        |        |        |        |        |        |
|  | Cedevita Zagreb            |                        | 76                         | 72                     | 148                    |                        |                        |                  |                  |                  |                        |                        |                        |                        |                        |                        |        |        |        |        |        |        |        |        |
|  | Cedevita Zagreb            | Herbalife Gran Canaria | 76                         | 72                     | 148                    |                        | 76                     | 75               | 151              |                  |                        |                        |                        |                        |                        |                        |        |        |        |        |        |        |        |        |
|  |                            |                        |                            |                        |                        |                        | 76                     | 75               | 151              |                  |                        |                        |                        |                        |                        |                        |        |        |        |        |        |        |        |        |
|  |                            |                        | Pınar Karşıyaka Izmir      |                        | 66                     | 74                     | 140                    |                  |                  |                  |                        |                        |                        |                        |                        |                        |        |        |        |        |        |        |        |        |
|  | Pınar Karşıyaka Izmir      |                        | Pınar Karşıyaka Izmir      | 81                     | 66                     | 74                     | 140                    | 97               | 178              |                  |                        |                        |                        |                        |                        |                        |        |        |        |        |        |        |        |        |
|  | Pınar Karşıyaka Izmir      |                        |                            |                        |                        |                        |                        |                  |                  |                  |                        |                        |                        |                        |                        |                        |        |        |        |        |        |        |        |        |
|  | Lietuvos rytas Vilnius     |                        | 81                         | 81                     | 162                    |                        |                        |                  |                  |                  |                        |                        |                        |                        |                        |                        |        |        |        |        |        |        |        |        |
|  | Lietuvos rytas Vilnius     |                        |                            |                        |                        |                        |                        |                  |                  |                  | Herbalife Gran Canaria | Herbalife Gran Canaria | Herbalife Gran Canaria | Herbalife Gran Canaria | Herbalife Gran Canaria | Herbalife Gran Canaria |        | 66     | 64     | 130    |        |        |        |        |
|  |                            |                        |                            |                        |                        |                        |                        |                  |                  |                  | Herbalife Gran Canaria | Herbalife Gran Canaria | Herbalife Gran Canaria | Herbalife Gran Canaria | Herbalife Gran Canaria | Herbalife Gran Canaria |        | 66     | 64     | 130    |        |        |        |        |
|  | Khimki Moscou              | Khimki Moscou          | Khimki Moscou              | Khimki Moscou          | Khimki Moscou          | Khimki Moscou          |                        | 91               | 83               | 174              |                        |                        |                        |                        |                        |                        |        |        |        |        |        |        |        |        |
|  | Khimki Moscou              | Khimki Moscou          | Khimki Moscou              | Khimki Moscou          | Khimki Moscou          | Khimki Moscou          | Virtus Rome            | 91               | 83               | 174              |                        | 55                     | 66                     | 121                    |                        |                        |        |        |        |        |        |        |        |        |
|  |                            |                        |                            |                        |                        |                        |                        |                  |                  |                  |                        | 55                     | 66                     | 121                    |                        |                        |        |        |        |        |        |        |        |        |
|  | Banvit Bandırma            |                        | 71                         | 56                     | 127                    |                        |                        |                  |                  |                  |                        |                        |                        |                        |                        |                        |        |        |        |        |        |        |        |        |
|  | Banvit Bandırma            | Banvit Bandırma        | 71                         | 56                     | 127                    |                        | 65                     | 75               | 140              |                  |                        |                        |                        |                        |                        |                        |        |        |        |        |        |        |        |        |
|  |                            |                        |                            |                        |                        |                        | 65                     | 75               | 140              |                  |                        |                        |                        |                        |                        |                        |        |        |        |        |        |        |        |        |
|  |                            |                        | Paris-Levallois Basket     |                        | 67                     | 71                     | 138                    |                  |                  |                  |                        |                        |                        |                        |                        |                        |        |        |        |        |        |        |        |        |
|  | PGE Turów Zgorzelec        |                        | Paris-Levallois Basket     | 71                     | 67                     | 71                     | 138                    | 78               | 149              |                  |                        |                        |                        |                        |                        |                        |        |        |        |        |        |        |        |        |
|  | PGE Turów Zgorzelec        |                        |                            | 71                     |                        |                        |                        |                  |                  |                  |                        |                        |                        |                        |                        |                        |        |        |        |        |        |        |        |        |
|  | Paris-Levallois Basket     |                        | 74                         | 87                     | 161                    |                        |                        |                  |                  |                  |                        |                        |                        |                        |                        |                        |        |        |        |        |        |        |        |        |
|  | Paris-Levallois Basket     |                        |                            |                        | 161                    | Banvit Bandırma        | Banvit Bandırma        | Banvit Bandırma  | Banvit Bandırma  | Banvit Bandırma  | Banvit Bandırma        |                        | 83                     | 89                     | 172                    |                        |        |        |        |        |        |        |        |        |
|  |                            |                        |                            |                        |                        | Banvit Bandırma        | Banvit Bandırma        | Banvit Bandırma  | Banvit Bandırma  | Banvit Bandırma  | Banvit Bandırma        |                        | 83                     | 89                     | 172                    |                        |        |        |        |        |        |        |        |        |
|  | Khimki Moscou              | Khimki Moscou          | Khimki Moscou              | Khimki Moscou          | Khimki Moscou          | Khimki Moscou          |                        | 82               | 93               | 175              |                        |                        |                        |                        |                        |                        |        |        |        |        |        |        |        |        |
|  | Khimki Moscou              | Khimki Moscou          | Khimki Moscou              | Khimki Moscou          | Khimki Moscou          | Khimki Moscou          | Khimki Moscou          | 82               | 93               | 175              |                        | 86                     | 89                     | 175                    |                        |                        |        |        |        |        |        |        |        |        |
|  |                            |                        |                            |                        |                        |                        | Khimki Moscou          |                  |                  |                  |                        | 86                     | 89                     | 175                    |                        |                        |        |        |        |        |        |        |        |        |
|  | Zénith Saint-Pétersbourg   |                        | 84                         | 70                     | 154                    |                        |                        |                  |                  |                  |                        |                        |                        |                        |                        |                        |        |        |        |        |        |        |        |        |
|  | Zénith Saint-Pétersbourg   | Khimki Moscou          | 84                         | 70                     | 154                    |                        | 76                     | 76               | 152              |                  |                        |                        |                        |                        |                        |                        |        |        |        |        |        |        |        |        |
|  |                            |                        |                            |                        |                        |                        | 76                     | 76               | 152              |                  |                        |                        |                        |                        |                        |                        |        |        |        |        |        |        |        |        |
|  |                            |                        | Valencia BC                |                        | 75                     | 61                     | 136                    |                  |                  |                  |                        |                        |                        |                        |                        |                        |        |        |        |        |        |        |        |        |
|  | Bayern Munich              |                        | Valencia BC                | 58                     | 75                     | 61                     | 136                    | 60               | 118              |                  |                        |                        |                        |                        |                        |                        |        |        |        |        |        |        |        |        |
|  | Bayern Munich              |                        |                            | 58                     |                        |                        |                        | 60               | 118              |                  |                        |                        |                        |                        |                        |                        |        |        |        |        |        |        |        |        |
|  | Valencia BC                |                        | 80                         | 94                     | 174                    |                        |                        |                  |                  |                  |                        |                        |                        |                        |                        |                        |        |        |        |        |        |        |        |        |
|  | Valencia BC                |                        | 80                         | 94                     | 174                    |                        |                        |                  |                  |                  |                        |                        |                        |                        |                        |                        |        |        |        |        |        |        |        |        |

## Récompenses individuelles

### Récompenses annuelles
- MVP de la saison régulière :  Tyrese Rice (Khimki Moscou)[2]
- MVP des finales :  Tyrese Rice (Khimki Moscou)[3]
- Entraîneur de l'année :  Aito Garcia Reneses (Herbalife Gran Canaria Las Palmas)[4]
- Révélation de l'année :  Kristaps Porziņģis (Baloncesto Sevilla)[5]
- Premier et deuxième cinq majeur[6]

| Position           | Meilleur cinq majeur d'Eurocoupe | Équipe                            | Deuxième cinq majeur | Équipe                            |
| ------------------ | -------------------------------- | --------------------------------- | -------------------- | --------------------------------- |
| Arrière            | Tyrese Rice                      | Khimki Moscou                     | Bobby Dixon          | Pınar Karşıyaka Izmir             |
| Arrière            | Petteri Koponen                  | Khimki Moscou                     | Keith Langford       | UNICS Kazan                       |
| Ailier             | Sammy Mejia                      | Banvit Bandırma                   | Kyle Kuric           | Herbalife Gran Canaria Las Palmas |
| Ailier fort, pivot | Derrick Brown                    | Lokomotiv Kouban-Krasnodar        | Anthony Randolph     | Lokomotiv Kouban-Krasnodar        |
| Ailier fort, pivot | Walter Tavares                   | Herbalife Gran Canaria Las Palmas | Sharrod Ford         | Paris-Levallois                   |

### Récompenses hebdomadaires

#### MVP par journée

##### Saison régulière
| Journée | Joueur                        | Équipe                                             | Éval. |
| ------- | ----------------------------- | -------------------------------------------------- | ----- |
| 1       | Brandon Triche                | Virtus Rome                                        | 37    |
| 2       | Dee Brown                     | CSU Asesoft Ploiești                               | 33    |
| 3       | Brandon Triche                | Virtus Rome                                        | 27    |
| 4       | Darius Adams                  | SLUC Nancy                                         | 36    |
| 5       | Walter Hodge                  | Zénith Saint-Pétersbourg                           | 34    |
| 6       | Romeo Travis                  | Krasny Oktyabr Volgograd                           | 34    |
| 7       | Achille Polonara Romeo Travis | Grissin Bon Reggio Emilia Krasny Oktyabr Volgograd | 34    |
| 8       | Guillermo Hernangómez         | Baloncesto Sevilla                                 | 31    |
| 9       | Darius Johnson-Odom           | Foxtown Cantù                                      | 40    |
| 10      | Milan Mačvan                  | Partizan Nis Belgrade                              | 34    |

##### Top 32
| Journée | Joueur                           | Équipe                                              | Éval. |
| ------- | -------------------------------- | --------------------------------------------------- | ----- |
| 1       | Walter Tavares                   | Herbalife Gran Canaria Las Palmas                   | 40    |
| 2       | Anthony Randolph Halil Kanačević | Lokomotiv Kouban-Krasnodar Union Olimpija Ljubljana | 36    |
| 3       | Martynas Gecevičius              | Lietuvos rytas Vilnius                              | 36    |
| 4       | Mardy Collins                    | Stelmet Zielona Góra                                | 38    |
| 5       | Damian Kulig                     | Stelmet Zielona Góra                                | 40    |
| 6       | Sharrod Ford                     | Paris-Levallois                                     | 38    |

##### Huitièmes de finale
| Journée | Joueur      | Équipe                | Éval. |
| ------- | ----------- | --------------------- | ----- |
| 1       | Sammy Mejia | Banvit Bandırma       | 33    |
| 2       | Jon Diebler | Pınar Karşıyaka Izmir | 31    |

##### Quarts de finale
| Journée | Joueur                      | Équipe                                   | Éval. |
| ------- | --------------------------- | ---------------------------------------- | ----- |
| 1       | Tyrese Rice Krunoslav Simon | Khimki Moscou Lokomotiv Kouban-Krasnodar | 34    |
| 2       | James White                 | UNICS Kazan                              | 38    |

##### Demi-finales
| Journée | Joueur                      | Équipe                            | Éval. |
| ------- | --------------------------- | --------------------------------- | ----- |
| 1       | Walter Tavares              | Herbalife Gran Canaria Las Palmas | 30    |
| 2       | James Augustine Tyrese Rice | Khimki Moscou                     | 22    |